# نت اگر
نت اگر (انگلیسی: Nat Agar؛ ۲۶ ژوئیهٔ ۱۸۸۸ – ۲۴ ژوئن ۱۹۷۸) یک بازیکن فوتبال اهل بریتانیا بود.